# Indonesia Oriental
El estado de Indonesia Oriental (en indonesio: Negara Indonesia Timur, ortografía antigua: Negara Indonesia Timoer) fue un estado federal posterior a la Segunda Guerra Mundial (negara bagian) formado en el este de las Indias Orientales Neerlandesas por los Países Bajos. Se estableció en 1946, pasó a formar parte de los Estados Unidos de Indonesia en 1949 al final de la Revolución Nacional y se disolvió en 1950 con la creación de la república unitaria. Comprendía todas las islas al este de Borneo (Célebes y las Molucas, con sus islas cercanas a la costa) y de Java (Bali y las Islas Menores de la Sonda).

## Historia
Las autoridades neerlandesas, después de varios cambios en la administración de las islas orientales de las Indias Orientales, establecieron la región del Gran Este en 1938. Cuatro años más tarde, los japoneses la invadieron y esta área quedó bajo el control de la armada imperial japonesa. Tras la rendición japonesa y la declaración de independencia de Indonesia en agosto de 1945, los republicanos indonesios comenzaron a luchar para asegurar la independencia de Indonesia del control colonial neerlandés. Sin embargo, los administradores neerlandeses respaldados por tropas australianas llegaron a la zona previamente controlada por la armada japonesa e impidieron que los republicanos establecieran una administración.
Del 16 al 25 de julio de 1946, los neerlandeses organizaron una conferencia en la ciudad de Malino en Célebes (Sulawesi) como parte de su intento de arreglar una solución federal para Indonesia. La Conferencia de Malino resultó en planes para un estado en Borneo y otro para el este de Indonesia (entonces llamado el "Gran Este"),áreas donde los neerlandeses tenían el control de facto y de jure.  Más tarde ese año, la República de Indonesia aceptó el principio de una Indonesia federal con el Acuerdo de Linggadjati del 15 de noviembre. La Conferencia de Denpasar del 18 al 24 de diciembre se llevó a cabo para determinar los detalles de un estado que se llamaría estado del Gran Este (en indonesio: Negara Timoer Besar). Ese estado se estableció el 24 de diciembre y, el 27 de diciembre, pasó a llamarse Estado de Indonesia Oriental (Negara Indonesia Timoer o NIT, que algunos opositores bromeaban que significaba negara ikoet toean o "estado que acompaña al maestro", es decir, al gobierno neerlandés).
Con la realización de los Estados Unidos de Indonesia el 27 de diciembre de 1949, Indonesia Oriental se convirtió en un componente de la nueva federación. En gran parte de Indonesia, los EE. UU. de Indonesia fueron vistos como un régimen ilegítimo impuesto a las islas por los neerlandeses, y muchos de los estados federales comenzaron a fusionarse con la República de Indonesia. Sin embargo, muchos en el este de Indonesia, con su población no javanesa y un mayor número de cristianos, se opusieron a los movimientos hacia un estado unitario. Indonesia Oriental ya se había ocupado del movimiento secesionista de la "Duodécima Provincia" en Minahasa en 1948.
La formación del último gabinete de Indonesia Oriental en mayo de 1950 con la intención de disolver el estado en la República de Indonesia condujo a una rebelión abierta en las Molucas mayoritariamente cristianas y a la proclamación de una independiente República de las Molucas del Sur (RMS). Los EE. UU. de Indonesia se disolvieron el 17 de agosto de 1950 y la rebelión en las Molucas fue aplastada en noviembre del mismo año.

## Gobierno
La Conferencia de Denpasar del 18 al 24 de diciembre de 1946 aprobó el Reglamento para la Formación del Estado de Indonesia Oriental (Peratoeran Pembentoekan Negara Indonesia Timoer) que complementó la ley colonial neerlandesa de 1927 y estableció el marco gubernamental provisional del nuevo estado hasta que se pudiera aprobar una constitución. aprobado. Aunque el proyecto de constitución fue aprobado por la legislatura el 1 de marzo de 1949, nunca fue adoptado y las regulaciones de 1946 permanecieron en su lugar hasta que se disolvió el estado. El estado iba a tener un presidente ejecutivo que nombraría un gabinete y una legislatura. Varios poderes se reservaron explícitamente para los futuros Estados Unidos de Indonesia, de los cuales Indonesia Oriental sería un miembro constituyente.

### Presidente

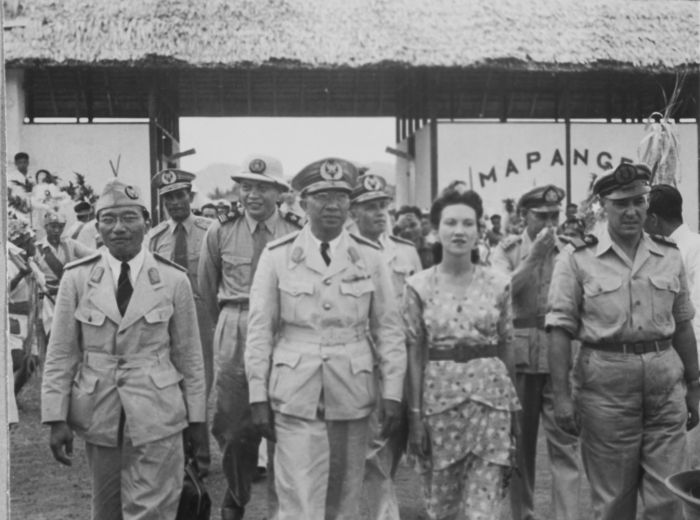
El presidente Tjokorda Gde Raka Soekawati del Estado de Indonesia Oriental y su esposa, Gilberte Vincent, durante una visita al norte de Célebes en 1948.

El noble balinés Tjokorda Gde Raka Soekawati fue elegido presidente (presiden) en la Conferencia de Denpasar que estableció el estado, y ocupó ese cargo durante la duración de la existencia del estado (24 de diciembre de 1946 - 17 de agosto de 1950).

### Legislatura
El Órgano de Representación Provisional del Estado de Indonesia Oriental (Dewan Perwakilan Sementara Negara Indonesia Timoer), integrado inicialmente por los 70 participantes de la Conferencia de Denpasar, abrió su primera sesión el 22 de abril de 1947 en presencia del Vicegobernador General del Este de los Países Bajos. Indies Hubertus van Mook. En mayo de 1949, tras las elecciones, se estableció un Senado Provisional.

## Administración
El estado de Indonesia Oriental se dividió en cinco residencias que a su vez se dividieron en distritos (afdeling) y subdistritos (onderafdeling), una estructura administrativa heredada de los neerlandeses. Dentro de las residencias había 13 regiones autónomas. Estas regiones, enumeradas en el artículo 14 del Reglamento para la formación del Estado de Indonesia Oriental (Peratoeran Pembentoekan Negara Indonesia Timoer), eran Célebes del Sur, Minahasa, Sangihe y Talaoed, Célebes del Norte, Célebes Central, Bali, Lombok, Sumbawa, Flores, Sumba, Timor e islas circundantes, Molucas del Sur y Molucas del Norte. Las residencias se eliminarían después de la construcción de la administración en funcionamiento en las 13 regiones.
Para complicar esta estructura estaba el hecho de que

Más del 75% del estado de Indonesia Oriental comprendía regiones autónomas, en total 115 gobiernos regionales autónomos bajo el gobierno de rajás (swaprajas). La posición de estos jefes de gobierno autónomos estaba regulada por lo que se denominó korte verklaring (declaraciones a corto plazo) y lange kontrakten (contratos a largo plazo); en realidad, se trataba de un reconocimiento por parte del Gobierno de las Indias Neerlandesas de la posición especial de los rajás, cuyo poder para gobernar las regiones autónomas se transmitía de una generación a la siguiente.

El Reglamento de la Región Autónoma de 1938 otorgó a las swaprajas una amplia autonomía de jure, pero la mayoría de las rajás eran marionetas de administradores neerlandeses. El Estado de Indonesia Oriental buscó restringir el poder de estas regiones gobernadas por rajás, pero las Regulaciones para la Formación del Estado de Indonesia Oriental obligaron al estado a reconocer su estatus especial.
El área restante del estado que no formaba parte de las swaprajas comprendía regiones directamente gobernadas (rechtstreeks bestuurd gebied). Las áreas gobernadas directamente incluían Minahasa, las Molucas del Sur, Gorontalo, los distritos de Macassar y Bonthain y Lombok.

### Residencias y regiones autónomas

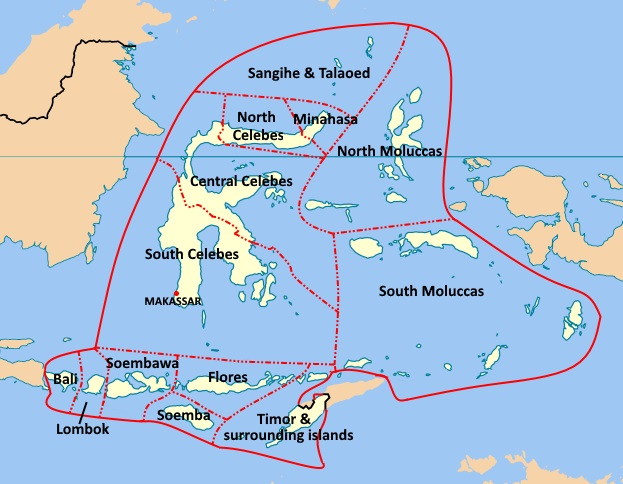
Las regiones del estado de Indonesia Oriental.

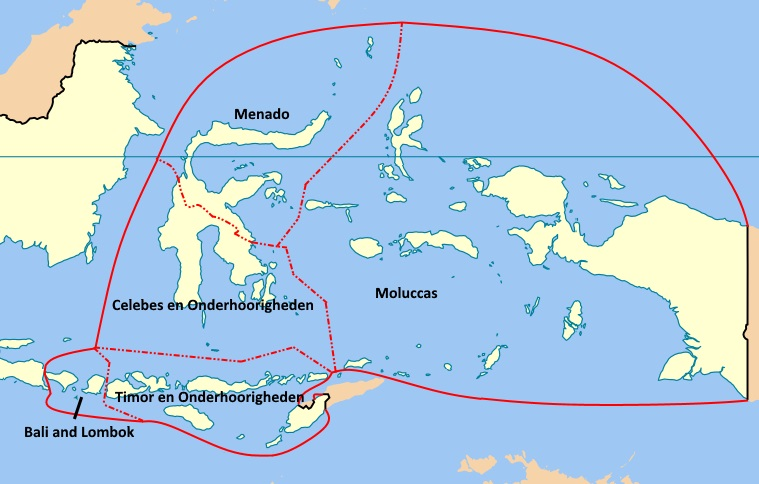
El Gran Este de las Indias Orientales Neerlandesas.

Las siguientes fueron las residencias y sus regiones autónomas.
- Célebes del Norte (Soelawesi Oetara)
  - Sangihe y Talaoed
  - Minahasa
  - Célebes del Norte
  - Célebes Central (Soelawesi Tengah)
- Célebes del Sur (Soelawesi Selatan)
  - Célebes del Sur
- Bali-Lombok
  - Bali
  - Lombok
- Molucas (Maloekoe)
  - Molucas del Norte (Maloekoe Oetara)
  - Molucas del Sur (Maloekoe Selatan)
- Timor
  - Flores
  - Sumba
  - Sumbawa
  - Timor e islas circundantes